# Janów (gmina de Silésie)
Pour les articles homonymes, voir Janów.
Janów est une gmina rurale du powiat de Częstochowa, Silésie, dans le sud de la Pologne. Son siège est le village de Janów, qui se situe environ 25 km à l'est de Częstochowa et 61 km au nord-est de la capitale régionale Katowice.
La gmina couvre une superficie de 146,96 km2 pour une population de 6 019 habitants.

## Géographie
La gmina inclut les villages d'Apolonka, Bystrzanowice, Bystrzanowice-Dwór, Czepurka, Góry Gorzkowskie, Hucisko, Janów, Lgoczanka, Lipnik, Lusławice, Okrąglik, Pabianice, Piasek, Ponik, Siedlec, Skowronów, Śmiertny Dąb, Sokole Pole, Teodorów, Zagórze, Złoty Potok et Żuraw.
La gmina borde les gminy de Lelów, Mstów, Niegowa, Olsztyn, Przyrów et Żarki.